# Nzakara

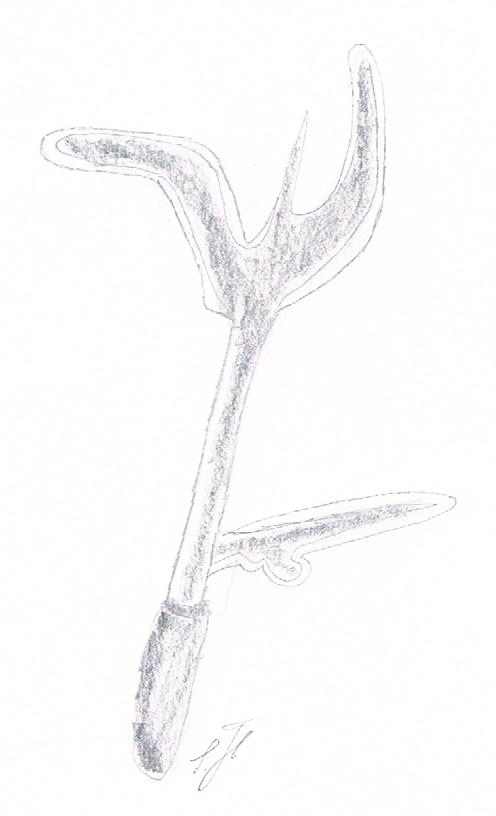
Nzakara Wurfmesser

Die Nzakara (auch Ansakara, N'sakara, Nsakara, Sakara, Zakara, Nsakara) sind eine Ethnie, die hauptsächlich in der Zentralafrikanischen Republik aber auch in der Demokratischen Republik Kongo ansässig ist. Einer Schätzung aus dem Jahre 1996 zufolge beläuft sich ihre Zahl in der Zentralafrikanischen Republik auf 50.000 Menschen. Sie sind eine Untergruppe der ehemals mächtigen Sabanga. Um 1600 bildeten die Nzakara ein eigenes Königreich am Ubangi. Auf der Flucht vor Sklavenhändlern migrierten die Banda aus dem Sudan in das Gebiet der Sabanga. Um 1900 konnten sich nur noch die Nzakara behaupten. Die Nzakara nahmen teilweise die Sprache der Banda an und assimilierten mit diesen.